# G1 Climax 2016
Il G1 Climax 2016 è stata la ventiseiesima edizione del G1 Climax, torneo organizzato annualmente dalla federazione di puroresu giapponese della New Japan Pro-Wrestling (NJPW); esso si è svolto tra il 18 luglio e il 14 agosto 2016.
A vincere il torneo è stato Kenny Omega, che ha sconfitto Hirooki Goto nella finale del Nippon Budokan di Tokyo (Giappone).

## Struttura del torneo

### Fase a gironi
Legenda: P.ti=punti; V=vittorie; N=pareggi; S=sconfitte
| #   | Wrestler          | P.ti | V | N | S |
| --- | ----------------- | ---- | - | - | - |
| 1.  | Hirooki Goto      | 12   | 6 | 0 | 3 |
| 2.  | Kazuchika Okada   | 11   | 5 | 1 | 3 |
| 3.  | Hiroshi Tanahashi | 11   | 5 | 1 | 3 |
| 4.  | Bad Luck Fale     | 10   | 5 | 0 | 4 |
| 5.  | Naomichi Marufuji | 10   | 5 | 0 | 4 |
| 6.  | Togi Makabe       | 8    | 4 | 0 | 5 |
| 7.  | Tama Tonga        | 8    | 4 | 0 | 5 |
| 8.  | Seiya Sanada      | 8    | 4 | 0 | 5 |
| 9.  | Tomohiro Ishii    | 8    | 4 | 0 | 5 |
| 10. | Hiroyoshi Tenzan  | 4    | 2 | 0 | 7 |

| #   | Wrestler           | P.ti | V | N | S |
| --- | ------------------ | ---- | - | - | - |
| 1.  | Kenny Omega        | 12   | 6 | 0 | 3 |
| 2.  | Tetsuya Naito      | 12   | 6 | 0 | 3 |
| 3.  | Katsuhiko Nakajima | 10   | 5 | 0 | 4 |
| 4.  | Toru Yano          | 10   | 5 | 0 | 4 |
| 5.  | Michael Elgin      | 10   | 5 | 0 | 4 |
| 6.  | Katsuyori Shibata  | 10   | 5 | 0 | 4 |
| 7.  | Evil               | 8    | 4 | 0 | 5 |
| 8.  | Tomoaki Honma      | 6    | 3 | 0 | 6 |
| 9.  | Yūji Nagata        | 6    | 3 | 0 | 6 |
| 10. | Yoshi-Hashi        | 6    | 3 | 0 | 6 |

### Finale
| Tokyo 14 agosto 2016, ore 14:00 CEST | Hirooki Goto   | Sconfitto – Vincitore referto | Kenny Omega | Nippon Budokan (11 000 spett.)\| Arbitro: \| Red Shoes Unno \| |
| Arbitro:                             | Red Shoes Unno |                               |             |                                                                |